# Hohe Veitsch
Hohe Veitsch – najwyższy szczyt Mürzsteger Alpen, części Północnych Alp Wapiennych. Leży w Austrii, w kraju związkowym Styria.